# Liste antiker Dachwerke

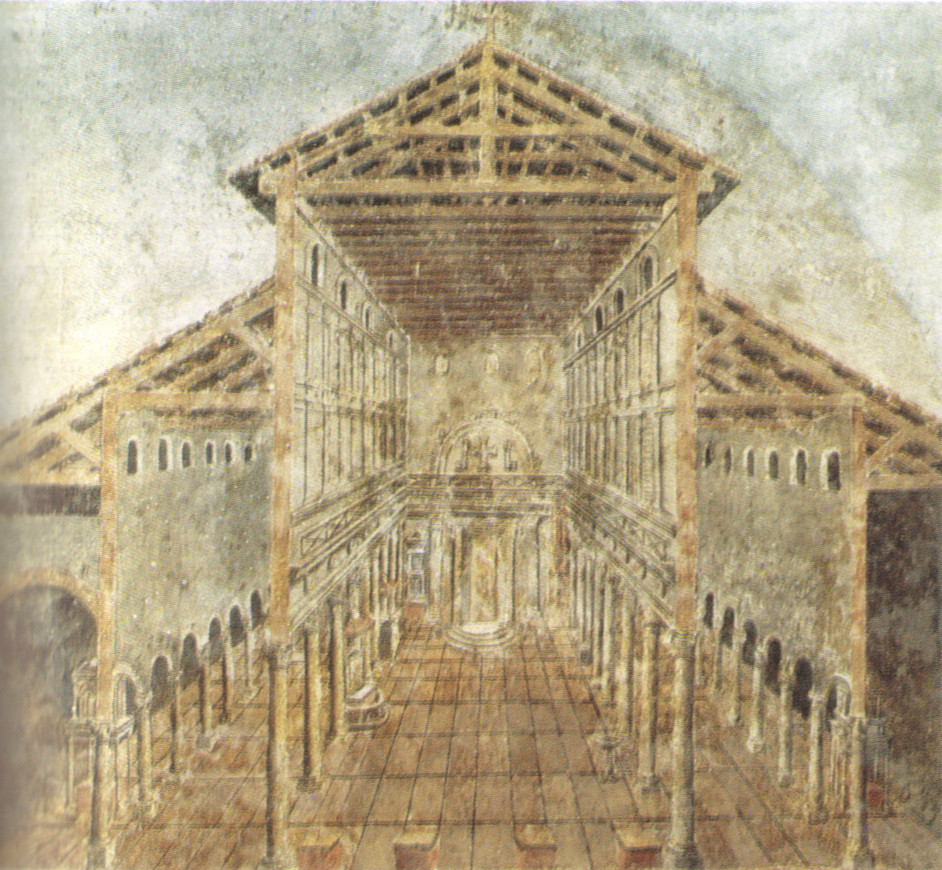
Die Dachkonstruktion von Alt St. Peter in Rom (4. Jh. n. Chr.): Im Sparrendach über dem Mittelschiff (23,68 m lichte Weite) sind Dachbinder (unten) und Kehlbalken mit dem First durch Hängesäulen verbunden.

Die Liste antiker Dachwerke umfasst Dachkonstruktionen der griechischen und römischen Architektur nach ihrer lichten Weite geordnet.
Die hölzernen Dachtragwerke antiker Gebäude sind nicht erhalten. Unterschiedliche Hinweise geben aber eine Vorstellung von den antiken Dachkonstruktionen und erlauben ihren Aufbau zu rekonstruieren:
- An zahlreichen Bauten können an den erhaltenen steinernen Bauresten Balkenlöcher und Balkenauflager beobachtet werden, die auf den grundlegenden konstruktiven Aufbau und als Negativform auf die vermutlichen Balkenquerschnitte schließen lassen.
- Der römische Architekturtheoretiker Vitruv beschreibt den Aufbau eines Daches für größere Spannweiten.[1]
- Spätere Bauten erlauben gewisse Rückschlüsse, insbesondere zu Zeiten weniger technischer Innovationen. Im Katharinenkloster in Ägypten hat sich ein spätantikes Dachwerk mit Dachbindern erhalten.
- Durch Luftabschluss erhaltene Holzkonstruktionen geben eine Einsicht, welche Holzverbindungen grundsätzlich bekannt waren. So sind an antiken Schiffswracks, beispielsweise den sogenannten Nemi-Schiffen, komplizierte Holzverbindungen belegt; es ist aber nicht gesagt, dass diese auch im Bauwesen verwendet wurden. Im Bereich des Bauwesens haben sich hölzerne Rostfundamente erhalten, die aber ihrer Funktion entsprechend keine komplizierten Verbindungen aufweisen.

Die meisten Großbauten im klassischen Griechenland trugen einfache traditionelle Pfettendächer, die bei größeren Spannweiten durch zusätzliche Säulen im Innenbereich abgestützt werden mussten. In den griechischen Kolonien in Unteritalien und auf Sizilien kamen hingegen vermutlich schon um 550 v. Chr. Binderkonstruktionen zur Anwendung, da dort die Spannweiten größer sind, als sich mit einem üblichen Pfettendach überspannen ließe.
Die großen Spannweiten römischer Dächer seit dem 1. Jh. v. Chr. weisen eindeutig darauf hin, dass Binderkonstruktionen zu jener Zeit bereits weit verbreitet waren. Tatsächlich belegt ist ein solches Dach über der Vorhalle des Pantheon in Rom aus dem frühen 2. Jh. n. Chr., das zu Beginn der Neuzeit noch erhalten war und in Zeichnungen dokumentiert wurde. Weitgespannte Odeums- und Amphitheater-Überdachung der Römerzeit mit Holzkonstruktionen trug in der Regel keine feste und damit schwere Dachhaut, sondern Zeltstoffe gegen die Sonne. Die gegenüber Mittel- und Nordeuropa wesentlich geringere Dachneigung in Mittelmeerländern auch bei Ziegeldächern war möglich, weil kaum Schnee-Dachlast berücksichtigt werden musste. Das dadurch geringere Eigengewicht der Dachwerke erlaubte eine etwas größere lichte Weite als in nördlicheren Regionen Europas. Das Potential zur Überdachung großer Innenräume kam in der römischen Kaiserzeit zur vollen Entfaltung, als die Dachlichtweiten von Tempeln, Basiliken, Kirchen und andere öffentliche Gebäude mit rechteckigem Grundriss 30 m erreichen konnten. Derartige Dimensionen wurden nur von wenigen antiken Kuppelbauten überboten und übertrafen die Ausmaße der größten Pfettendächer mindestens um das Dreifache.
Auch bei der Frage, welche Dachtragwerke die älteren griechischen Tempel bedeckten, spielt die Spannweite eine entscheidende Rolle. Dabei gehen in der Forschung die Meinungen auseinander, ob die Cella der sizilischen Tempel deshalb durchschnittlich größer war als die des Mutterlands, weil die griechischen Kolonisten bereits die Konstruktion des Dachbinders kannten (Vorteil: Technik), oder weil sie Zugang zu besserem Bauholz besaßen (Vorteil: Material).
Die folgende Liste soll anhand wichtiger Großbauten der Antike den tendenziellen Zusammenhang zwischen Dachtypus und den lichten Innenmaßen verdeutlichen.

## Griechische Dachkonstruktionen
(alle Angaben in m).
| Bild | Bauwerk                                       | Ort           | Region          | Bauzeit                | Dachtyp     | Breite zwischen Cellawänden | Lichte Weite zwischen Säulenreihen | Größte lichte Weite |
| ---- | --------------------------------------------- | ------------- | --------------- | ---------------------- | ----------- | --------------------------- | ---------------------------------- | ------------------- |
|      | Tempel des Olympischen Zeus (oder Olympieion) | Agrigent      | Sizilien        |                        | Sparrendach | 12,85                       | 1–                                 | 12,85               |
|      | Herkulestempel                                | Agrigent      | Sizilien        | 5. Jh. v. Chr., frühes | Sparrendach | 11,84                       | 1–                                 | 11,84               |
|      | Tempel E                                      | Selinunt      | Sizilien        | 480/70 v. Chr.         | Sparrendach | 11,70                       | 1–                                 | 11,70               |
|      | Parthenon                                     | Athen         | Griechenland    |                        | Pfettendach | 19,20                       | 11,05                              | 11,05               |
|      | San Biagio                                    | Agrigent      | Sizilien        |                        | Sparrendach | 10,35                       | 1–                                 | 10,35               |
|      | Athena-Tempel                                 | Syrakus       | Sizilien        |                        | Sparrendach | 09,82                       | 1–                                 | 09,82               |
|      | Erechtheion                                   | Athen         | Griechenland    |                        | Pfettendach | 09,80                       | 1–                                 | 09,80               |
|      | Schatzhaus von Gela                           | Olympia       | Griechenland    |                        | Sparrendach | 09,68                       | 1–                                 | 09,68               |
|      | Tempel der Athena Alea                        | Tegea         | Griechenland    |                        | Pfettendach | 08,94                       | 1–                                 | 08,94               |
|      | Zeustempel                                    | Olympia       | Griechenland    |                        | Pfettendach | 13,26                       | 08,52                              | 08,52               |
|      | Tempel C                                      | Selinunt      | Sizilien        | 550 v. Chr.            | Sparrendach | 08,50                       | 1–                                 | 08,50               |
|      | Megaron                                       | Gaggera       | Sizilien        |                        | Sparrendach | 08,47                       | 1–                                 | 08,47               |
|      | Athener                                       | Delos         | Griechenland    |                        | Pfettendach | 08,34                       | 1–                                 | 08,34               |
|      | Tempel D                                      | Selinunt      | Sizilien        | 540 v. Chr.            | Sparrendach | 08,20                       | 1–                                 | 08,20               |
|      | Heratempel                                    | Agrigent      | Sizilien        |                        | Sparrendach | 07,68                       | 1–                                 | 07,68               |
|      | Concordiatempel                               | Agrigent      | Sizilien        |                        | Pfettendach | 07,55                       | 1–                                 | 07,55               |
|      | Tempel A                                      | Selinunt      | Sizilien        |                        | Sparrendach | 07,50                       | 1–                                 | 07,50               |
|      | Apollotempel (4. Jh. v. Chr.)                 | Delphi        | Griechenland    |                        | Pfettendach | 10,72                       | 07,32                              | 07,32               |
|      | Tempel G                                      | Selinunt      | Sizilien        |                        | Sparrendach | 17,93                       | 07,15                              | 07,15               |
|      | Tempel F                                      | Selinunt      | Sizilien        | 530 v. Chr.            | Sparrendach | 07,12                       | 1–                                 | 07,12               |
|      | Poseidon-Tempel                               | Isthmia       | Griechenland    |                        | Pfettendach | 11,7                        | ≈7,0                               | ≈7,0                |
|      | Sounion                                       | Attika        | Griechenland    |                        | Pfettendach | 06,53                       | 1–                                 | 06,53               |
|      | Hera-Tempel                                   | Foce del Sele | Italien, Unter- |                        | Pfettendach | 06,14                       | 1–                                 | 06,14               |
|      | Artemis-Tempel                                | Kalydon       | Griechenland    |                        | Pfettendach | 06,14                       | 1?                                 | 06,14               |
|      | Tempel von Kardaki                            | Kerkyra       | Griechenland    |                        | Pfettendach | ≈6,0                        | 1–                                 | ≈6,0                |
|      | Poseidon-Tempel                               | Paestum       | Italien, Unter- | 480/70 v. Chr.         | Pfettendach | 10,85                       | 05,9                               | 05,9                |
|      | Ceres-Tempel                                  | Paestum       | Italien, Unter- |                        | Pfettendach | 05,70                       | 1–                                 | 05,70               |
|      | Apollo-Tempel                                 | Delos         | Griechenland    |                        | Pfettendach | 05,70                       | 1–                                 | 05,70               |
|      | Basilika                                      | Paestum       | Italien, Unter- | 550–10 v. Chr.         | Pfettendach | 11,44                       | 05,6                               | 05,6                |
|      | Tav. Pal.                                     | Metapontum    | Italien, Unter- |                        |             | 05,60                       | 1–                                 | 05,60               |
|      | Buleuterion (S)                               | Olympia       | Griechenland    |                        | Pfettendach | 11,07                       | 05,53                              | 05,53               |
|      | Buleuterion (N)                               | Olympia       | Griechenland    |                        | Pfettendach | 10,80                       | 05,40                              | 05,40               |
|      | Apollontempel                                 | Bassae        | Griechenland    |                        | Pfettendach | 06,81                       | 05,23                              | 05,23               |
|      | Nemesis-Tempel                                | Rhamnous      | Griechenland    |                        | Pfettendach | 05,17                       | 1–                                 | 05,17               |
|      | Metroon                                       | Olympia       | Griechenland    |                        | Pfettendach | 05,08                       | 1–                                 | 05,08               |
|      | Heratempel                                    | Olympia       | Griechenland    |                        | Pfettendach | 08,37                       | 04,84                              | 04,84               |
|      | Tempel des Hephaistos (oder Theseion)         | Athen         | Griechenland    |                        | Pfettendach | 06,24                       | 04,74                              | 04,74               |
|      | Artemis-Tempel                                | Kerkyra       | Griechenland    |                        | Pfettendach | 07,37                       | 04,1                               | 04,1                |
|      | Asklepios-Tempel                              | Epidauros     | Griechenland    |                        | Pfettendach | 03,95                       | 1–                                 | 03,95               |
|      | Aphaiatempel                                  | Ägina         | Griechenland    |                        | Pfettendach | 06,28                       | 03,85                              | 03,85               |
|      | Apollontempel                                 | Syrakus       | Sizilien        |                        | Sparrendach | 09,70                       | 03,6                               | 03,6                |
|      | Apollo-Tempel                                 | Korinth       | Griechenland    |                        | Pfettendach | 08,47                       | 03,45                              | 03,45               |

## Römische Dachkonstruktionen
Die Liste ist nach der lichten Weite sortiert (alle Angaben in m).
| Bild | Bauwerk                        | Ort     | Region           | Bauzeit      | Dachtyp                              | Lichte Weite |
| ---- | ------------------------------ | ------- | ---------------- | ------------ | ------------------------------------ | ------------ |
|      | Odeon des Herodes Atticus      | Athen   | Griechenland     | 0161 n. Chr. | Bindertragwerk (umstrittene Annahme) | ca. 49,50    |
|      | Aula Regia in der Domus Flavia | Rom     | Italien, Mittel- | 092 n. Chr.  | Sparrendach                          | 31,67        |
|      | Odeum                          | Aosta   | Italien, Ober-   | Augusteisch  | Sparrendach                          | 30,49        |
|      | Diribitorium                   | Rom     | Italien, Mittel- | 117 v. Chr.  | Sparrendach                          | 29,60?       |
|      | Coenatio Iovis                 | Rom     | Italien, Mittel- | 092 n. Chr.  | Sparrendach                          | 29,30        |
|      | Konstantinbasilika             | Trier   | Deutschland      | 300 n. Chr.  | Sparrendach                          | 26,05        |
|      | Theatrum Tectum (Odeum)        | Pompeji | Italien, Unter-  | 180 v. Chr.  | Sparrendach                          | 25,75        |
|      | Odeon des Agrippa              | Athen   | Griechenland     | 115 v. Chr.  | Sparrendach                          | 25,75        |
|      | Tempel der Venus und der Roma  | Rom     | Italien, Mittel- | 135 n. Chr.  | Sparrendach                          | 25,75        |
|      | Basilica Ulpia                 | Rom     | Italien, Mittel- | 113 n. Chr.  | Sparrendach                          | 25,16        |
|      | Sankt Paul vor den Mauern      | Rom     | Italien, Mittel- | 385 n. Chr.  | Sparrendach                          | 24,27        |
|      | Alt St. Peter                  | Rom     | Italien, Mittel- | 330 n. Chr.  | Sparrendach                          | 23,68        |